# تل اشکی (بوشهر)
تل اشکی، روستایی از توابع بخش چغادک شهرستان بوشهر در استان بوشهر ایران است.

## جمعیت
این روستا در دهستان چاه‌کوتاه قرار داشته و بر اساس سرشماری سال ۱۳۸۵ جمعیت آن ۷۱۷ نفر (۱۷۰ خانوار) بوده‌است.